# Vòi phun động cơ tên lửa

Hình 1: Một vòi phun Laval, hiển thị vận tốc dòng chảy gần đúng, tăng từ màu xanh lá cây sang màu đỏ, theo hướng dòng chảy

Vòi phun động cơ tên lửa là một vòi đẩy (thường thường là loại de Laval) được sử dụng trong động cơ tên lửa để mở rộng và tăng tốc các khí đốt được tạo ra bằng cách đốt thuốc phóng để cho các khí thải thoát ra khỏi vòi ở những tốc độ siêu vượt âm.
Đơn giản mà nói: nếu muốn rocket (máy bơm và buồng đốt) tạo được ra một áp suất cao, vài trăm átmốtphe, thì vòi phun của nó cần biến khí tĩnh ở nhiệt độ cao, áp suất cao, thành khí chuyển động nhanh ở áp suất gần xung quanh.

Các vòi phun có thể được thiết kế (từ trên xuống):
- mở rộng dưới-mức
- như xung quanh
- mở rộng quá-mức
- rõ ràng là quá-mức.
Nếu vòi phun bị mở rộng dưới- hoặc quá-mức, thì sẽ mất hiệu quả so với một vòi lý tưởng. Cho những vòi được mở rộng rõ ràng là quá-mức, ưu điểm là hiệu quả của chúng đă được cải thiện so với vòi dưới-mức (dĩ nhiên vẫn kém hơn vòi có tỷ lệ mở rộng lý tưởng), những khuyết điểm của chúng lại là có tia xả bất ổn định.

- mở rộng dưới-mức
- như xung quanh
- mở rộng quá-mức
- rõ ràng là quá-mức.